# Kebumen
Kebumen est une ville d’Indonésie de 147 841 habitants en 2010, avec une superficie de 52,7 km2. Elle est le chef-lieu du district local, le Kabupaten de Kebumen.